# Vinipotok
Vinipotok is een plaats in de gemeente Lobor in de Kroatische provincie Krapina-Zagorje. De plaats telt 475 inwoners (2001).